# Pianj
Pianj fue Sumo sacerdote de Amón en Tebas durante el antiguo Egipto de c. 1074 a 1070 a. C. 

## Biografía
Hijo político y sucesor del sumo sacerdote de Amón en Tebas Herihor, quien guerreó contra Panehesi, el virrey de Kush, venciéndolo finalmente, consiguiendo así ser el verdadero gobernante del Alto Egipto, en época del faraón Ramsés XI (K. Jansen-Winkeln)
La esposa de Pianj fue Hereret, posiblemente la hija de Herihor; su hijo fue Pinedyem I, su sucesor en el cargo.

## Titulatura
| Titulatura | Jeroglífico | Transliteración (transcripción) - traducción - (referencias) |

| R8 | U36 | D1 · Q3 · N35 | M17 | Y5 · N35 | N5 · Z1 | M23 | X1 · Z2ss | R8 | \| \| | G41 | G1 | Z4 | S34 | A3 |
|    |     |               |     |          |         |     |           |    |       |     |    |    |     |    |

|  |

| R8 | U36 | D1 · Q3 · N35 | M17 | Y5 · N35 | N5 · Z1 | M23 | X1 · Z2ss | R8 | \| \| | G41 | G1 | Z4 | S34 | A3 |
|    |     |               |     |          |         |     |           |    |       |     |    |    |     |    |

|  |

| G41 | G1 | Z4 | S34 | A3 |

| G41 | G1 | Z4 | S34 | A3 |